# سانت جورجز

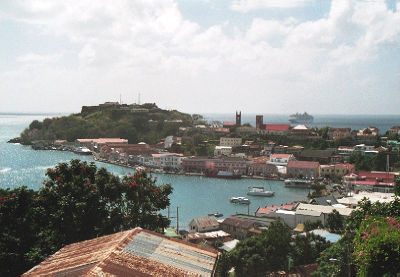

سانت جورجز (بالإنجليزية: St. George's)‏ عاصمة غرينادا. يبلغ عدد سكانها 7.500 نسمة حسب إحصاء سنة 1999. يحيط بالمدينة بركان قديم و ميناء تصدير الأحصنة . تعتبر المدينة مقصد سياحي حيث تقام الكثير من الاحتفالات. يقع في المدينة كلية سانت جورجز للطب . أهم صادراتها الكاكاو و جوزة الطيب .

## المناخ
يظهر الجدول التالي التغييرات المناخية على مدار السنة لسانت جورجز:
| البيانات المناخية لـسانت جورجز    | البيانات المناخية لـسانت جورجز | البيانات المناخية لـسانت جورجز | البيانات المناخية لـسانت جورجز | البيانات المناخية لـسانت جورجز | البيانات المناخية لـسانت جورجز | البيانات المناخية لـسانت جورجز | البيانات المناخية لـسانت جورجز | البيانات المناخية لـسانت جورجز | البيانات المناخية لـسانت جورجز | البيانات المناخية لـسانت جورجز | البيانات المناخية لـسانت جورجز | البيانات المناخية لـسانت جورجز | البيانات المناخية لـسانت جورجز |
| الشهر                             | يناير                          | فبراير                         | مارس                           | أبريل                          | مايو                           | يونيو                          | يوليو                          | أغسطس                          | سبتمبر                         | أكتوبر                         | نوفمبر                         | ديسمبر                         | المعدل السنوي                  |
| --------------------------------- | ------------------------------ | ------------------------------ | ------------------------------ | ------------------------------ | ------------------------------ | ------------------------------ | ------------------------------ | ------------------------------ | ------------------------------ | ------------------------------ | ------------------------------ | ------------------------------ | ------------------------------ |
| الدرجة القصوى °م (°ف)             | 32 (90)                        | 32 (90)                        | 33 (91)                        | 32 (90)                        | 33 (91)                        | 33 (91)                        | 32 (90)                        | 34 (93)                        | 32 (90)                        | 33 (91)                        | 36 (97)                        | 34 (93)                        | 36 (97)                        |
| متوسط درجة الحرارة الكبرى °م (°ف) | 28.3 (82.9)                    | 28.8 (83.8)                    | 29.4 (84.9)                    | 30 (86)                        | 30 (86)                        | 29.4 (84.9)                    | 28.8 (83.8)                    | 29.4 (84.9)                    | 30 (86)                        | 29.4 (84.9)                    | 28.8 (83.8)                    | 28.8 (83.8)                    | 29.3 (84.6)                    |
| متوسط درجة الحرارة الصغرى °م (°ف) | 23.8 (74.8)                    | 23.8 (74.8)                    | 24.4 (75.9)                    | 25.5 (77.9)                    | 26.6 (79.9)                    | 25.5 (77.9)                    | 25.5 (77.9)                    | 25.5 (77.9)                    | 25.5 (77.9)                    | 25.5 (77.9)                    | 25 (77)                        | 24.4 (75.9)                    | 25.1 (77.1)                    |
| أدنى درجة حرارة °م (°ف)           | 14 (57)                        | 18 (64)                        | 21 (70)                        | 22 (72)                        | 22 (72)                        | 22 (72)                        | 19 (66)                        | 21 (70)                        | 23 (73)                        | 15 (59)                        | 18 (64)                        | 16 (61)                        | 14 (57)                        |
| الهطول مم (إنش)                   | 47.75 (1.88)                   | 44.45 (1.75)                   | 24.38 (0.96)                   | 16.26 (0.64)                   | 55.37 (2.18)                   | 143.76 (5.66)                  | 228.34 (8.99)                  | 293.12 (11.54)                 | 273.30 (10.76)                 | 181.86 (7.16)                  | 87.38 (3.44)                   | 54.61 (2.15)                   | 1٬450٫58 (57.11)               |
| المصدر: Intellicast.com           |                                |                                |                                |                                |                                |                                |                                |                                |                                |                                |                                |                                |                                |

## توأمة
لسانت جورجز اتفاقيات توأمة مع:
- حي هكني في لندن

## أعلام
- كيراني جيمس
- كيني لويس
- بول بيرش
- سونيكا
- نايجل بيشوب
- جوناثان ستيل
- موريس بيشوب